# Faustball-Weltmeisterschaft 2015/Deutschland
Dieser Artikel behandelt die deutsche Faustballnationalmannschaft der Männer bei der Faustball-Weltmeisterschaft 2015 in Argentinien. Deutschland nahm als Titelverteidiger an der Weltmeisterschaft teil und verteidigte seinen Titel mit einem Sieg gegen die Schweiz im Finale von Villa General Belgrano.

## Kader
Zehn Spieler aus sieben Vereinen wurden für die Weltmeisterschaft nominiert. Der TSV Pfungstadt stellte mit gleich drei Aktiven die meisten Spieler ab.
| Nr.            | Name              | Verein                   | Debüt   | Erfolge                                   |         |         |         |
| Angriff        | Angriff           | Angriff                  | Angriff | Angriff                                   | Angriff | Angriff | Angriff |
| -------------- | ----------------- | ------------------------ | ------- | ----------------------------------------- | ------- | ------- | ------- |
| 1              | Patrick Thomas    | TSV Pfungstadt           | 2010    | Weltmeister 2011, Sieger World-Games 2013 |         |         |         |
| 4              | Lukas Schubert    | VfK Berlin               | 2011    | Weltmeister 2011, Sieger World-Games 2013 |         |         |         |
| 7              | Steve Schmutzler  | MTV Rosenheim            | 2007    | Weltmeister 2011, Sieger World-Games 2013 |         |         |         |
| 9              | Nick Trinemeier   | TSV Pfungstadt           |         |                                           |         |         |         |
| Abwehr/Zuspiel |                   |                          |         |                                           |         |         |         |
| 2              | Fabian Sagstetter | TV Schweinfurt-Oberndorf | 2009    | Weltmeister 2011, Sieger World-Games 2013 |         |         |         |
| 3              | Ajith Fernando    | TSV Pfungstadt           | 2010    | Weltmeister 2015, Sieger World-Games 2013 |         |         |         |
| 5              | Michael Marx      | TV Vaihingen/Enz         | 2004    | Weltmeister 2011, Sieger World-Games 2013 |         |         |         |
| 6              | Olaf Machelett    | TSV Hagen 1860           | 2008    | Weltmeister 2011                          |         |         |         |
| 8              | Christian Kläner  | TV Brettorf              | 2004    | Weltmeister 2011, Sieger World-Games 2013 |         |         |         |
| 10             | Sebastian Thomas  | TSV Pfungstadt           |         |                                           |         |         |         |

### Trainerstab
| Name                 | Funktion        |
| -------------------- | --------------- |
| Olaf Neuenfeld       | Bundestrainer   |
| Chris Löwe           | Co-Trainer      |
| Dr. Andreas Schmitz  | Mannschaftsarzt |
| Willi Meyer-Weichelt | Physiotherapeut |
| Harald Muckenfuß     | Teammanager     |

## Turnier

### Vorrunde
Bei der Festlegung der Gruppen wurde die deutsche Faustballnationalmannschaft einer Gruppe mit Gastgeber Argentinien, der Schweiz, Namibia und den Vereinigten Staaten zugeordnet. Alle deutschen Gruppenspiele fanden in Santa Rosa statt.
Das deutsche Team hielt sich die gesamte Vorrunde über schadlos. Nach einem Auftaktsieg gegen Gastgeber Argentinien schlug die Mannschaft von Bundestrainer Olaf Neuenfeld auch Namibia, die USA und Mitfavorit Schweiz ohne einen Satzverlust. Damit zog die deutsche Faustballnationalmannschaft ungeschlagen in die Endrunde ein.
- So., 15. November 2015 in Santa Rosa

 Deutschland –  Argentinien 3:0 (11:4, 11:2, 11:2)
- So., 15. November 2015 in Santa Rosa

 Deutschland –  Schweiz 3:0 (11:8, 11:4, 11:7)
- Mo., 16. November 2015 in Santa Rosa

 Deutschland –  Namibia 3:0 (11:3, 11:7, 11:2)
- Mo., 16. November 2015 in Santa Rosa

 Deutschland –  Vereinigte Staaten 3:0 (11:2, 11:4, 11:3)

### Endrunde
Die Endrunde wurde in einer Double Elimination gespielt. Die deutsche Mannschaft erwischte als Sieger der Gruppe A in der 1. Runde ein Freilos. In der zweiten Runde gewann das Team dann gegen Italien, im Anschluss in der dritten Runde gegen Brasilien.
- Di., 17. November 2015, 14:30 Uhr in Santa Rosa

 Deutschland –  Italien 3:0 (11:4, 11:1, 11:3)
- Fr., 20. November 2015, 12:30 Uhr in Villa General Belgrano

 Deutschland –  Brasilien 3:0 (11:3, 11:9, 11:4)

#### Halbfinale
Im Halbfinale setzte sich Deutschland in der Neuauflage des letztmaligen Endspiels gegen Österreich durch.
- Sa., 21. November 2015, 10:00 Uhr in Villa General Belgrano

 Deutschland –  Österreich 3:0 (11:9, 11:3, 11:4)

#### Finale
Im Finale bezwang der Titelverteidiger im erneuten Aufeinandertreffen die Schweiz. Wie schon in der Vorrunde gewann Deutschland mit 3:0 – und blieb damit das gesamte Turnier über ohne einen Satzverlust. Das war bis zu diesem Zeitpunkt noch keinem anderen Team zuvor gelungen.
- Sa., 21. November 2015, 17:00 Uhr in Villa General Belgrano

 Deutschland –  Schweiz 4:0 (11:5, 11:2, 11:4, 11:8)